# کارل-هاینس تون
کارل-هاینس تون (آلمانی: Karl-Heinz Thun; ۲۹ آوریل ۱۹۳۷ – ۱۵ ژوئن ۱۹۹۳) قایقران قایق بادبانی اهل آلمان شرقی بود.